# Independent Spirit Award per la miglior sceneggiatura d'esordio
L'Independent Spirit Award per la miglior sceneggiatura d'esordio (Independent Spirit Award for Best First Screenplay) è un premio cinematografico statunitense assegnato annualmente dal 1995.

## Vincitori e candidati
I vincitori sono indicati in grassetto, a seguire gli altri candidati.

### Anni 1990
- 1995: David O. Russell - Spanking the Monkey
  - Paul Zehrer - Blessing
  - Kevin Smith - Clerks - Commessi (Clerks.)
  - James Bosley - Fun
  - Tom Noonan - What Happened Was...
- 1996: Paul Auster - Smoke
  - Harmony Korine - Kids
  - James Gray - Little Odessa
  - Steve McLean - Post Cards from America
  - Kelly Reichardt - River of Grass
- 1997: Joseph Tropiano e Stanley Tucci - Big Night
  - Suzan-Lori Parks - Girl 6 - Sesso in linea (Girl 6)
  - Lisa Krueger - Manny & Lo
  - Steve Buscemi - Mosche da bar (Trees Lounge)
  - Michael Scott Myers - Il mondo intero (The Whole Wide World)
- 1998: Neil LaBute - Nella società degli uomini (In the Company of Men) 
  - Daniel J. Harris - The Bible and Gun Club
  - Steven Schwartz - Se mi amate... (Critical Care)
  - Miguel Arteta - Star Maps
  - Paul Thomas Anderson - Sydney
- 1999: Darren Aronofsky - π - Il teorema del delirio (π)
  - Lisa Cholodenko - High Art
  - Matthew Weiss - Niagara, Niagara
  - Tamara Jenkins - L'altra faccia di Beverly Hills (Slums of Beverly Hills)
  - Sherman Alexie - Smoke Signals

### Anni 2000
- 2000: Charlie Kaufman - Essere John Malkovich (Being John Malkovich)
  - Tod Williams - The Adventures of Sebastian Cole
  - Kimberly Peirce e Andy Bienen - Boys Don't Cry
  - Anne Rapp - La fortuna di Cookie (Cookie's Fortune)
  - John Roach e Mary Sweeney - Una storia vera (The Straight Story)
- 2001: Gina Prince-Bythewood - Love & Basketball
  - Ben Younger - 1 km da Wall Street (Boiler Room)
  - David Gordon Green - George Washington
  - Ross Klavan e Michael McGruther - Tigerland
  - Jordan Walker-Pearlman - The Visit
- 2002: Daniel Clowes e Terry Zwigoff - Ghost World
  - Jennifer Jason Leigh e Alan Cumming - Anniversary Party (The Anniversary Party)
  - Richard Kelly - Donnie Darko
  - John Cameron Mitchell - Hedwig - La diva con qualcosa in più (Hedwig and the Angry Inch)
  - Stephen M. Ryder, Michael Cuesta e Gerald Cuesta - L.I.E.
- 2003: Erin Cressida Wilson - Secretary
  - Laura Cahill - Gli occhi della vita (Hysterical Blindness)
  - Burr Steers - Igby Goes Down
  - Neil Burger - Interview with the Assassin
  - Heather Juergensen e Jennifer Westfeldt - Kissing Jessica Stein
- 2004: Thomas McCarthy - Station Agent (The Station Agent) 
  - Karen Moncrieff - Blue Car
  - Patty Jenkins - Monster
  - Peter Sollett e Eva Vives - Long Way Home (Raising Victor Vargas)
  - Catherine Hardwicke e Nikki Reed - Thirteen - 13 anni (Thirteen)
- 2005: Joshua Marston - Maria Full of Grace
  - Rodney Evans - Brother to Brother
  - Zach Braff - La mia vita a Garden State (Garden State)
  - Shane Carruth - Primer
  - Mario F. de la Vega - Robbing Peter
- 2006: Duncan Tucker - Transamerica
  - Sabina Murray - Beautiful Country (The Beautiful Country)
  - Ken Hanes - Fixing Frank
  - Angus MacLachlan - Junebug
  - Miranda July - Me and You and Everyone We Know
- 2007: Michael Arndt - Little Miss Sunshine
  - Gabrielle Zevin - Conversations with Other Women
  - Dito Montiel - Guida per riconoscere i tuoi santi (A Guide to Recognizing Your Saints)
  - Anna Boden e Ryan Fleck - Half Nelson
  - Goran Dukic - Wristcutters - Una storia d'amore (Wristcutters: A Love Story)
- 2008: Diablo Cody - Juno
  - Kelly Masterson - Onora il padre e la madre (Before the Devil Knows You're Dead)
  - Zoe R. Cassavetes - Broken English
  - John Orloff - A Mighty Heart - Un cuore grande (A Mighty Heart)
  - Jeffrey Blitz - Rocket Science
- 2009: Dustin Lance Black – Milk
  - Lance Hammer – Ballast
  - Courtney Hunt – Frozen River - Fiume di ghiaccio (Frozen River)
  - Jonathan Levine – Fa' la cosa sbagliata (The Wackness)
  - Jenny Lumet – Rachel sta per sposarsi (Rachel Getting Married)

### Anni 2010
- 2010: Geoffrey Fletcher - Precious
  - Tom Ford e David Scearce - A Single Man
  - Cherien Dabis - Amreeka
  - Sophie Barthes - Cold Souls
  - Scott Cooper - Crazy Heart
- 2011: Lena Dunham - Tiny Furniture
  - Diane Bell - Obselidia
  - Nik Fackler - Lovely, Still
  - Bob Glaudini - Jack Goes Boating
  - Dana Adam Shapiro e Evan M. Wiener - Monogamy
- 2012: Will Reiser - 50 e 50 (50/50) 
  - Mike Cahill e Brit Marling - Another Earth
  - J.C. Chandor - Margin Call
  - Patrick Dewitt - Terri
  - Phil Johnston - Benvenuti a Cedar Rapids (Cedar Rapids)
- 2013: Derek Connolly - Safety Not Guaranteed
  - Rama Burshtein -  La sposa promessa (Lemale et ha'halal)
  - Christopher Ford - Robot & Frank
  - Rashida Jones e Will McCormack - Separati innamorati (Celeste and Jesse Forever)
  - Jonathan Lisecki - Gayby
- 2014: Bob Nelson - Nebraska
  - Lake Bell - In a World...
  - Joseph Gordon-Levitt -  Don Jon
  - Jill Soloway - Afternoon Delight
  - Michael Starrbury - The Inevitable Defeat of Mister and Pete
- 2015: Justin Simien - Dear White People
  - Desiree Akhavan - Appropriate Behavior
  - Sara Colangelo - Little Accidents
  - Justin Lader - The One I Love
  - Anja Marquardt - She's Lost Control
- 2016: Emma Donoghue – Room
  - Jesse Andrews – Quel fantastico peggior anno della mia vita (Me and Earl and the Dying Girl)
  - John Magary, Russell Harbaugh e Myna Joseph – The Mend
  - Jonas Carpignano – Mediterranea
  - Marielle Heller – Diario di una teenager (The Diary of a Teenage Girl)

- 2017: Robert Eggers – The Witch
  - Chris Kelly – Other People
  - Adam Mansbach – Barry
  - Stella Meghie – Jean of the Joneses
  - Craig Shilowich – Christine

- 2018: Emily V. Gordon e Kumail Nanjiani - The Big Sick - Il matrimonio si può evitare... l'amore no (The Big Sick)
  - Kris Avedisian, Kyle Espeleta e Jesse Wakeman - Donald Cried
  - Ingrid Jungermann - Women Who Kill
  - Kogonada - Columbus
  - David Smith e Matt Spicer - Ingrid Goes West

- 2019: Bo Burnham - Eighth Grade - Terza media (Eighth Grade)
  - Christina Choe - Nancy
  - Cory Finley - Amiche di sangue (Thoroughbreds)
  - Jennifer Fox - The Tale
  - David Smith e Matt Spicer - Blame

### Anni 2020
- 2020: Fredrica Bailey e Stefon Bristol - See You Yesterday
  - Hannah Bos e Paul Thureen - Driveways
  - Bridget Savage Cole e Danielle Krudy - Blow the Man Down
  - Jocelyn DeBoer e Dawn Luebbe - Greener Grass
  - James Montague e Craig W. Sanger - L'immensità della notte (The Vast of Night)
- 2021[2]: Andy Siara - Palm Springs - Vivi come se non ci fosse un domani (Palm Springs)
  - Kitty Green - The Assistant
  - Noah Hutton - Lapsis
  - Channing Godfrey Peoples - Miss Juneteenth
  - James Sweeney - Straight Up